# Миодраг Митић
Миодраг Митић (Велико Градиште, 15. септембар 1959 — Велико Градиште, 7. фебруар 2022) био је југословенски и српски одбојкаш и репрезентативац. Био је део репрезентације Југославије на Европском првенству у Француској 1979. када је освојена бронзана медаља. Наступао је за репрезентацију Југославије на њеном дебитантском наступу на Олимпијским играма, 1980. у Москви. Играо је за  ВГСК из Великог Градишта, Партизан и Црвену звезду у Југославији а каријеру наставио у Белгији.  Радио је као доктор одбојкашких репрезентација Србије. Његов син Михајло је одбојкаш и репрезентативац Србије.
Преминуо је 7. фебруара 2022. године у Великом Градишту.

## Клупски успеси

### ВГСК Велико Градиште
- Првенство СФР Југославије (1) : 1979/80.

### Партизан
- ЦЕВ куп : финале 1984/85.